# 南化庄
南化庄，為1920年~1945年間存在之行政區，轄屬台南州新化郡。今台南市南化區。

## 街庄原名
原屬
- 內新化南里之南庄、中坑庄、菁埔藔庄
- 楠梓仙溪東里之阿里關庄、大邱園庄
- 楠梓仙溪西里之竹頭崎庄、北藔庄
  - 南庄改稱南化
  - 阿里關庄析出西阿里關
  - 大邱園庄析出西大邱園[1]

## 行政區劃
南化庄轄域內分為南化、中坑、菁埔寮、西阿里關、西大邱園、竹頭崎、北寮七個大字。